# Rammstein: Paris
Rammstein: Paris je v pořadí třetí živé album německé skupiny Rammstein. Vyšlo 19. května 2017 a jedná se o sestříhané záznamy z koncertů, které proběhly 6. a 7. března 2012 v Paříži, a také z jedné z generálních zkoušek skupiny. Pro natáčení bylo využito celkem 30 kamer.
Původně mělo album být promítáno v kinech 24., 26. a 30. listopadu 2016, ale došlo k úniku této informace a několik kin předčasně uvedlo upoutávky. Došlo k odkladu a album bylo promítáno až 23., 24. a 29. března 2017. Album bylo několikrát promítáno ještě dříve – na Filmovém festivalu v Cannes (11. května 2016), v Kolíně nad Rýnem (11. srpna 2016) a na berlínském filmovém festivalu (14. února 2017). Oficiální světová premiéra se konala 16. března 2017 v berlínském Volksbühne, přítomni byli všichni členové skupiny a režisér Jonas Åkerlund.

## Hodnocení
Album bylo navrženo na UK Music Video Awards 2017, kde vyhrálo v kategorii Nejlepší živé vystoupení.

## Seznam skladeb
Všechny skladby napsal(i) Rammstein (Richard Z. Kruspe, Paul Landers, Till Lindemann, Christian Lorenz, Oliver Riedel, Christoph Schneider). 
| DVD/Blu-ray: Živý koncert (Bercy Arena, Paříž, 6. a 7. března 2012) | DVD/Blu-ray: Živý koncert (Bercy Arena, Paříž, 6. a 7. března 2012) | DVD/Blu-ray: Živý koncert (Bercy Arena, Paříž, 6. a 7. března 2012) |
| Pořadí                                                              | Název                                                               | Délka                                                               |
| ------------------------------------------------------------------- | ------------------------------------------------------------------- | ------------------------------------------------------------------- |
| 1.                                                                  | Intro                                                               | 5:45                                                                |
| 2.                                                                  | Sonne                                                               | 5:01                                                                |
| 3.                                                                  | Wollt ihr das Bett in Flammen sehen?                                | 5:01                                                                |
| 4.                                                                  | Keine Lust                                                          | 4:10                                                                |
| 5.                                                                  | Sehnsucht                                                           | 4:25                                                                |
| 6.                                                                  | Asche zu Asche                                                      | 4:07                                                                |
| 7.                                                                  | Feuer frei!                                                         | 3:33                                                                |
| 8.                                                                  | Mutter                                                              | 5:24                                                                |
| 9.                                                                  | Mein Teil                                                           | 7:44                                                                |
| 10.                                                                 | Du riechst so gut                                                   | 5:28                                                                |
| 11.                                                                 | Links 2-3-4                                                         | 5:03                                                                |
| 12.                                                                 | Du hast                                                             | 4:19                                                                |
| 13.                                                                 | Haifisch                                                            | 6:57                                                                |
| 14.                                                                 | Bück dich                                                           | 7:55                                                                |
| 15.                                                                 | Mann gegen Mann                                                     | 4:15                                                                |
| 16.                                                                 | Ohne dich                                                           | 8:14                                                                |
| 17.                                                                 | Mein Herz brennt                                                    | 5:06                                                                |
| 18.                                                                 | Amerika                                                             | 4:55                                                                |
| 19.                                                                 | Ich will                                                            | 4:04                                                                |
| 20.                                                                 | Engel                                                               | 5:16                                                                |
| 21.                                                                 | Pussy                                                               | 15:05                                                               |
| 22.                                                                 | Frühling in Paris                                                   | 6:22                                                                |
| Celková délka:                                                      | Celková délka:                                                      | 128:09                                                              |

| DVD/Blu-ray: Dokument | DVD/Blu-ray: Dokument | DVD/Blu-ray: Dokument |
| Pořadí                | Název                 | Délka                 |
| --------------------- | --------------------- | --------------------- |
| 1.                    | Making of "Paris"     | 13:29                 |

| Live CD: Disk 1 (Bercy Arena, Paříž, 6. a 7. března 2012) | Live CD: Disk 1 (Bercy Arena, Paříž, 6. a 7. března 2012) | Live CD: Disk 1 (Bercy Arena, Paříž, 6. a 7. března 2012) |
| Pořadí                                                    | Název                                                     | Délka                                                     |
| --------------------------------------------------------- | --------------------------------------------------------- | --------------------------------------------------------- |
| 1.                                                        | Intro                                                     | 4:13                                                      |
| 2.                                                        | Sonne                                                     | 4:44                                                      |
| 3.                                                        | Wollt ihr das Bett in Flammen sehen?                      | 5:06                                                      |
| 4.                                                        | Keine Lust                                                | 4:07                                                      |
| 5.                                                        | Sehnsucht                                                 | 4:26                                                      |
| 6.                                                        | Asche zu Asche                                            | 4:05                                                      |
| 7.                                                        | Feuer frei!                                               | 3:34                                                      |
| 8.                                                        | Mutter                                                    | 5:20                                                      |
| 9.                                                        | Mein Teil                                                 | 7:46                                                      |
| 10.                                                       | Du riechst so gut                                         | 5:27                                                      |
| 11.                                                       | Links 2-3-4                                               | 5:02                                                      |
| 12.                                                       | Du hast                                                   | 4:17                                                      |
| 13.                                                       | Haifisch                                                  | 5:23                                                      |
| Celková délka:                                            | Celková délka:                                            | 63:30                                                     |

| CD: Disk 2     | CD: Disk 2        | CD: Disk 2 |
| Pořadí         | Název             | Délka      |
| -------------- | ----------------- | ---------- |
| 1.             | Bück dich         | 7:54       |
| 2.             | Mann gegen Mann   | 4:14       |
| 3.             | Ohne dich         | 7:28       |
| 4.             | Mein Herz brennt  | 5:08       |
| 5.             | Amerika           | 4:51       |
| 6.             | Ich will          | 4:07       |
| 7.             | Engel             | 5:12       |
| 8.             | Pussy             | 8:20       |
| 9.             | Frühling in Paris | 6:16       |
| Celková délka: | Celková délka:    | 53:30      |